# 폭풍을 몰고 온 여자
"폭풍을 몰고 온 여자"는 한국에서 제작된 이상구 감독의 1977년 영화이다. 장동휘 등이 주연으로 출연하였고 김화식 등이 제작에 참여하였다.

## 출연

### 주연
- 장동휘
- 윤미라

## 기타
- 조명: 마용천